# 克萊格·麥金利

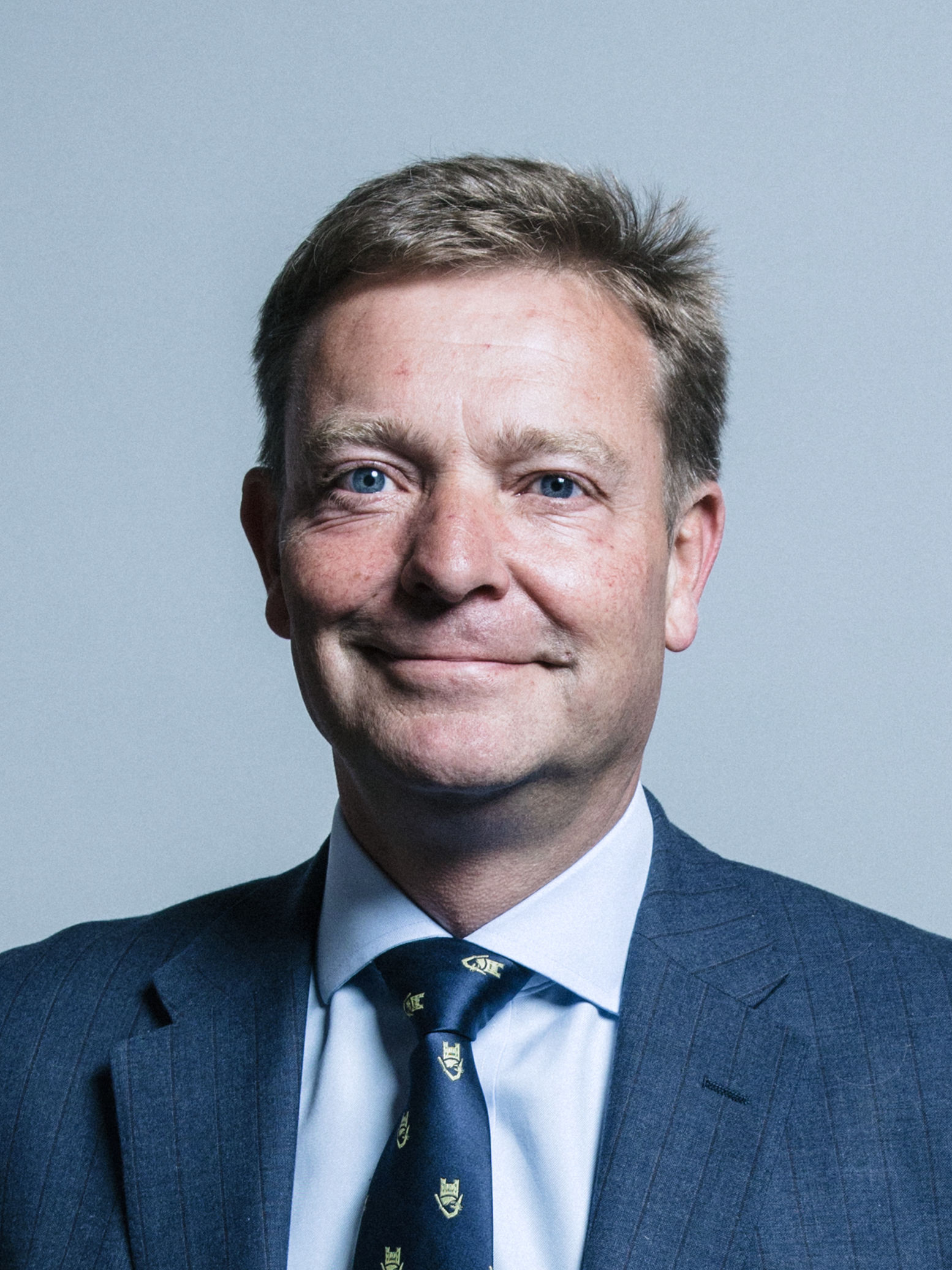

克萊格·麥金利（英語：Craig Mackinlay，1966年10月7日—）是一位英格蘭政治人物和商人，他的黨籍是保守黨。自2015年開始，他擔任南賽尼特選區選出的英國下議院議員。他曾經擔任英國獨立黨的副黨魁。